# Kyselina kaprylová
Kyselina kaprylová je triviální název pro nasycenou mastnou kyselinu s molekulou s osmi atomy uhlíku. Systematický název je oktanová kyselina. Přirozeně se vyskytuje v kokosovém ořechu a mateřském mléce. V menším množství ji najdeme i v kravském mléce a másle. Největším zdrojem kyseliny kaprylové jsou však palmový a zejména kokosový olej, u něhož tvoří až 10 procent objemu. Jde o olejovitou kapalinu nepatrně rozpustnou ve vodě, se slabým nažluklým pachem.

## Použití
Kyselina kaprylová se komerčně používá k výrobě esterů pro parfumerii a též pro výrobu barviv.
Nachází užití také při léčbě některých bakteriálních infekcí. Díky poměrně krátkému řetězci snadno prochází membránami tukových buněk, je proto účinná proti některým bakteriím potaženým lipidovým filmem, například Staphylococcus aureus a různým druhům bakterie Streptococcus.
Aby ghrelin způsoboval pocit hladu v příslušných centrech v hypothalamu, musí být kyselina kaprylová kovalentně vázána na serinový zbytek na třetí pozici grelinu, konkrétně musí acylovat hydroxylovou skupinu. Jiné mastné kyseliny však mohou mít podobné účinky.
Léčitelství: Výzkumné studie prokázaly příznivý vliv této mastné kyseliny při léčbě kvasinkových infekcí (kandidóz), vyvolaných kvasinkou candida albicans.[zdroj?] Kyselina kaprylová také účinně pomáhá organismu v boji s plísněmi.[zdroj?] Podílí se na udržení optimální hodnoty pH, posiluje obranyschopnost a zlepšuje trávení, což má příznivý vliv na celkovou hladinu energie, jíž člověk disponuje.[zdroj?]
Při kvasinkové infekci se doporučuje zvyšovat dávky kyseliny kaprylové postupně, aby nedošlo k přetížení jater, jež odstraňují odmuřelé mikroorganismy.[zdroj?] Činnost jater můžeme současně podpořit například ostropestřcem mariánským.[zdroj?]